# Deokapellchen (Ahrweiler)

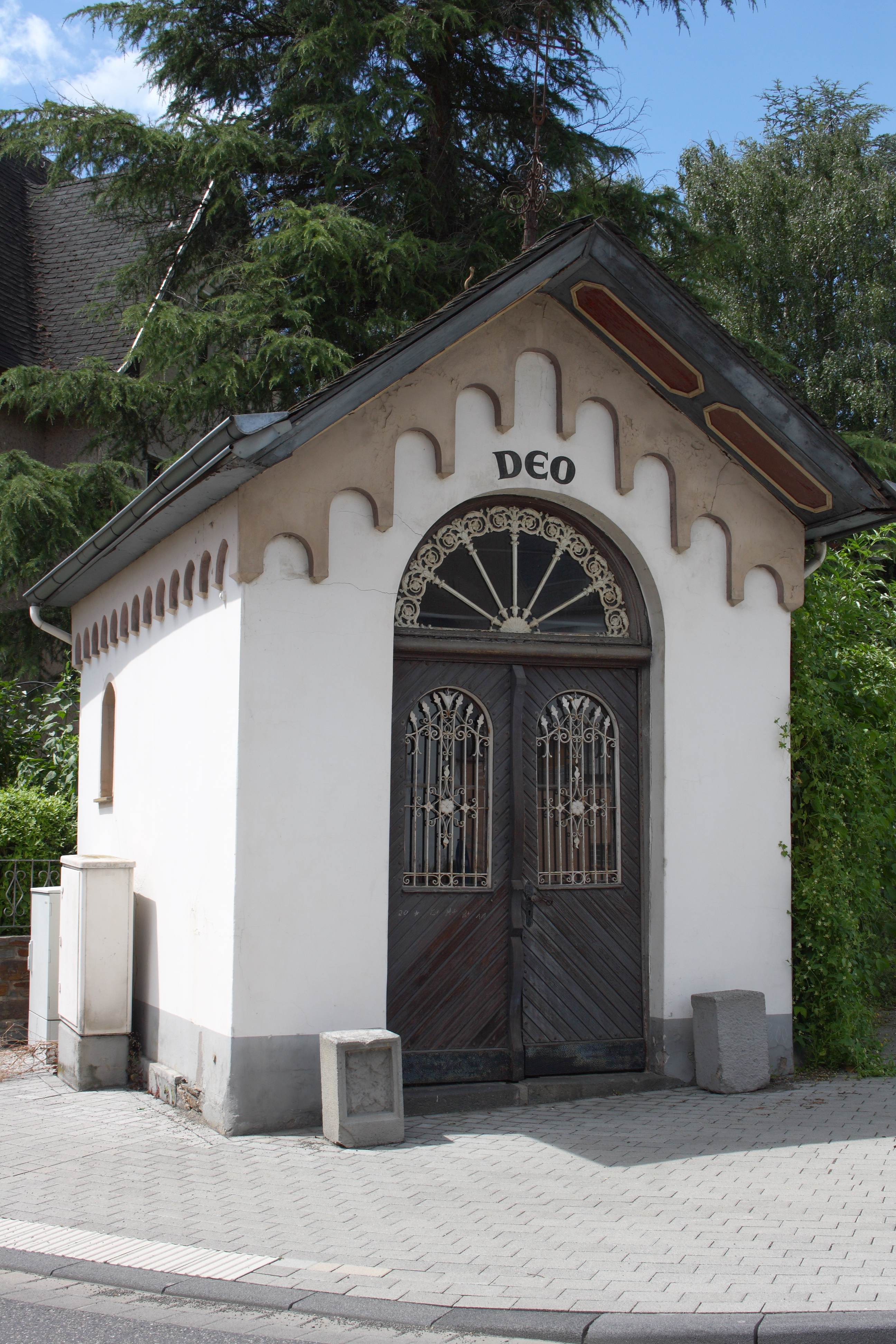
Deokapellchen in Ahrweiler (2012)

Das sogenannte Deokapellchen in Ahrweiler, einem Stadtteil von Bad Neuenahr-Ahrweiler im Landkreis Ahrweiler (Rheinland-Pfalz), wurde 1852 errichtet. Die Kapelle an der Ecke Walporzheimer Straße / Am Silberberg ist ein geschütztes Baudenkmal.

## Beschreibung
Der schlichte Bau mit der Aufschrift DEO („für Gott“) besitzt im Inneren eine Altarmensa mit der Jahreszahl 1852. Die beiden Bleiglasfenster fertigte Rudolf Maur 1967. Sie zeigen den Apostel Judas Thaddäus und die heilige Ursula von Köln.
Im Jahr 2013 wurde die Kapelle umfassend renoviert.